# بيتر كولينز (متسابق دراجات نارية)
بيتر كولينز (بالإنجليزية: Peter Collins)‏ هو متسابق دراجات نارية بريطاني، ولد في 24 مارس 1954 في مانشستر في المملكة المتحدة.